# كأس أوروبا للكرة الطائرة للسيدات 1960–61
دوري كرة الطائرة الأوروبي للسيدات 1960–61 هو النسخة الافتتاحية من البطولة الأوروبية الأولى للأندية النسائية في كرة الطائرة. فاز دينامو موسكو على أزس-أف دبليو إف وارسو في نهائي من مباراتين في 27 أبريل و8 يونيو 1961، ليصبح أول بطل لهذه المسابقة.

## الدور التمهيدي
| الفريق #1       | التفوق | الفريق #2        | المباراة الأولى | المباراة الثانية |
| --------------- | ------ | ---------------- | --------------- | ---------------- |
| روتيشن لايبزيغ  | 6–0    | أولمبيا إنسبروك  | 3–0             | 3–0              |
| ستاد فرنسا      | 6–0    | سبورتينغ إسبينهو | 3–0             | 3–0              |
| بارتيزان بلغراد | 6–0    | كازابلانكا       | 3–0             | 3–0              |
| دينامو بوخارست  | 6–0    | فنربخشة          | 3–0             | 3–0              |

## ربع النهائي
| الفريق #1                      | التفوق | الفريق #2                     | المباراة الأولى | المباراة الثانية |
| ------------------------------ | ------ | ----------------------------- | --------------- | ---------------- |
| أكاديمية التربية البدنية وارسو | 6–3    | روتيشن لايبزيغ                | 3–1             | 3–2              |
| سلافيا براغ                    | 6–1    | ستاد فرنسا                    | 3–0             | 3–1              |
| دينامو موسكو                   | 6–1    | مينيور ديميتروفو [الإنجليزية] | 3–0             | 3–1              |
| بارتيزان بلغراد                | 3–4    | دينامو بوخارست                | 3–1             | 0–3              |

## نصف النهائي
| الفريق #1                      | التفوق | الفريق #2      | المباراة الأولى | المباراة الثانية |
| ------------------------------ | ------ | -------------- | --------------- | ---------------- |
| أكاديمية التربية البدنية وارسو | 6–1    | سلافيا براغ    | 3–0             | 3–1              |
| دينامو موسكو                   | 6–2    | دينامو بوخارست | 3–0             | 3–2              |

## النهائي
| الفريق #1                | التفوق | الفريق #2    | المباراة الأولى | المباراة الثانية |
| ------------------------ | ------ | ------------ | --------------- | ---------------- |
| أكاديمية التربية البدنية | 2–6    | دينامو موسكو | 2–3             | 0–3              |